# Музеј савремене уметности Луизијана
Музеј савремене уметности Луизијана је уметнички музеј смештен на обали Ересунда у Хумлебеку, 35 км северно од Копенхагена, Данска. То је најпосећенији музеј уметности у Данској и има велику сталну колекцију модерне и савремене уметности, која датира од Другог светског рата до данас; поред тога, има свеобухватан програм посебних изложби. Музеј је такође препознат као прекретница у модерној данској архитектури и познат је по синтези уметности, архитектуре и пејзажа, као што је приказано у инсталацији под називом „Корито реке“ приказаној 2014-2015. године. Музеј повремено поставља и изложбе дела великих импресиониста и експресиониста, нпр. велика изложба Клода Монеа 1994. године.
Музеј је уврштен у књигу Патрише Шулц "1.000 места које треба видети пре него што умрете" и заузима 85. место на листи најпосећенијих музеја уметности на свету (2011).

## Локација
Музеј се налази поред обале Ересунда у региону северног Селанда, неких 30 км северно од центра Копенхагена и 10 км јужно од Хелсингера. Од регионалне железничке станице у Хумлебеку потребно је 10-15 минута хода до музеја.

## Историја
Име музеја потиче од првог власника имања Александра Бруна, који је вили дао име по своје три жене, које су се све звале Луиза. Музеј је 1958. године створио Кнуд В. Јенсен, тадашњи власник. Контактирао је архитекте Вилхелма Волерта и Јергена Боа који су провели неколико месеци шетајући по имању пре него што су одлучили како ће се нова зграда најбоље уклопити у пејзаж. Ова студија резултирала је првом верзијом музеја која се састојала од три зграде повезане стакленим ходницима. Од тада је неколико пута проширивана док 1991. није постигла данашњи кружни облик.
Крајем новембра 2012. године, Музеј савремене уметности Луизијане покренуо је Луизијана канал, веб-ТВ канал који је допринео развоју музеја као културне платформе.
Музичко одељење музеја покренуло је 2013. године веб страницу Луизијана музика посвећену музичким видео записима које је музеј произвео у сарадњи са светски познатим музичарима.

## Збирке

### Савремена уметност
Музеј има широк спектар модерних уметничких слика, скулптура и видео записа који датирају од Другог светског рата до данас, укључујући дела уметника као што су Рој Ликтенстајн, Енди Ворхол, Анселм Кифер, Алберто Ђакомети, Пабло Пикасо, Ив Клајн, Роберт Раушенберг, Давид Хокни и Асгер Јорн. Видео записи су често смештени у просторијама где се гледаоцу чини да се осећа као део сцене која се приказује на слици. Смештен изнад мора, између два крила музеја налази се врт скулптура са делима уметника међу којима су Хенри Мур, Александер Колдер и Ханс Арп.

### Весел-Баге колекција
Поред колекције модерне уметности, Луизијана такође приказује колекцију пре-колумбовске уметности. Састоји се од више од 400 предмета, колекција је донација фондације Весел-Баге 2001. године. То је лична колекција коју је оставио Нилс-Весел Баге, дански плесач, кореограф и колекционар уметности који је живео у Калифорнији, и умро 1990.

## Изложбе
Музеј Луизијане поставља привремене изложбе, укључујући инсталације као што је дело „Речно корито“ данско-исландског уметника Олафура Елиасона, посебно направљено за музеј, приказано од августа 2014. до јануара 2015. Рад је био у три дела са темом која се односила на уметност, архитектуру и природу, у којој је створено каменито корито које заузима цело јужно крило музеја.

## Концертна дворана
Концертна сала изграђена је 1976. године у вези са западним крилом изграђеним 1966. и 1971. године. Акустика је чини посебно погодном за камерну музику, али се користи и за друге музичке жанрове, као и за низ других догађаја и активности попут дебата, предавања и симпозијума. Столице је дизајнирао Поул Кјерхолм, а задњи зид је украшен сликама које је за ово место креирао Сем Франсис.
2007. започео је пројекат снимања концерата и музичких спотова у режији Стефана Обеа. Сви филмови су бесплатно доступни на веб локацији Луизијана Музика.

## Врт скулптура
У окружењу музеја је уређена башта скулптура. Састоји се од платоа и тла који се спуштају ка Ересунду и њиме доминирају огромна, древна стабла и поглед на море.
Садржи дела уметника као што су Ханс Арп, Макс Ернст, Макс Бил, Александер Колдер, Анри Лоранс, Луиза Буржоа, Жуан Миро и Хенри Мур. Скулптуре су постављене тако се могу видети изнутра, чинећи синтезу са травњацима, дрвећем и морем. Постоје и примери уметничких дела специфичних за одређени локалитет таквих уметника као што су Енцо Куки, Дани Караван и Џорџ Тракас.